# Th. Stein
Johan Carl Henrik Theobald Stein (født 7. februar 1829 i København, død 16. november 1901 sammesteds) var en dansk billedhugger, bror til Harald og Valdemar Stein.

## Uddannelse og tidlige værker
Theobald Stein var søn af professor i anatomi ved Kunstakademiet Sophus August Vilhelm Stein. Oprindelig var Th. Stein bestemt til at gå den studerende vej, men da han allerede i sine tidlige drengeår lagde megen lyst og evne til at tegne for dagen, og da mange ansete malere og billedhuggere, der gæstede det steinske hjem, mente, at hans talent burde opmuntres og udvikles, blev han, 12 år gammel, indskreven som elev af Kunstakademiets tegneskole; latinskolen forlod han, umiddelbart efter at han i 14 års alderen var bleven konfirmeret, og fra den tid af satte han al sin kraft ind på at blive kunstner. Studierne på tegneskolen passede han med den højeste grad af interesse og samvittighedsfuldhed; ved siden deraf modellerede han under medaljør og billedhugger Christen Christensen og, efter at denne var død i 1845, under Herman Wilhelm Bissen; i det hele gjorde han så gode fremskridt, at han allerede i 1846 kunne rykke op i akademiets Modelskole. To år senere vandt han den lille sølvmedalje for en modelfigur, der sammen med en portrætbuste – kunstnerens broder – betegner hans debut som udstiller på Charlottenborg; ligeledes i 1848 blev den store sølvmedalje tilkendt ham, atter for en statue efter levende model. I 1850 udstillede Stein sit første selvstændige komponerede kunstværk, relieffet Jason, der bemægtiger sig det gyldne Skind, medens Orpheus og Medea trylle Dragen i Søvn, et arbejde, som i det væsentlige skrev sig fra kunstnerens 18. år, men senere var gået efter i enkelthederne. I 1851 fik han den Neuhausenske Præmie for en statue af Holberg (nu i Statens Samling) og samme år den mindre guldmedalje, til hvilken han i 1849 uden held havde konkurreret, for relieffet Thetis bønfalder Vulkan om Våben til Achilles, der, da det året efter udstilledes, tildrog sig ikke ringe opmærksomhed, mindre i kraft af kompositionens originalitet end ved solid modellering og smagfuld linjeføring. overhovedet skortede det ingenlunde den fremadstræbende kunstner på anerkendelse, og hans arbejder fandt for størstedelen købere, i 1853 således gruppen Den blinde Kong Oedipus, der vandrer i Landflygtighed, ledet af Datteren Antigone, i 1854 en statuette af Bellman, i 1855 en statue af Johannes Ewald og i 1856 Statuen En ung Pige, som kaster Korn til Kyllinger. Kun på et enkelt område svigtede lykken ham, i det hans forsøg på at vinde den store guldmedalje flere gange strandede. Men Akademiet ydede ham erstatning på anden måde; fra 1856 tilstod det ham i flere år understøttelser, der i forening med, hvad salget af hans værker – deriblandt en del portrætbuster – indbragte ham, satte ham i stand til at foretage en længere udenlandsrejse, på hvilken han i fire år opholdt sig i Rom og frembragte flere af sine dygtigste værker, således En ung Pige, som plukker en Stjærneblomst itu, der, udført i marmor, solgtes til kong Frederik 7., Kong Skjold som Barn, hvoraf et marmoreksemplar ligeledes erhvervedes af kongen, efter at en gibsafstøbning var købt til Kunstforeningens bortlodning, En neapolitansk Fiskerdreng, som leger med Konkylier (købt i marmor af Kunstforeningen), den store gruppe Loke og Sigyn (Statens Samling) og Neapolitansk Fiskerdreng, bærende en Vandkrukke, der i 1860 hædredes med udstillingsmedaljen. Sidstnævnte arbejde hører til kunstnerens selvstændigste og smukkeste, i det navnlig den bevægelse, der fremkaldes ved, at drengen bærer krukken på venstre skulder og støtter den med højre hånd, giver den en ejendommelig ynde; en bronzeafstøbning af den findes opstillet i Aborreparkens anlæg. Mindre tiltalende er gruppen Loke og Sigyn; det udtryk af kraft og vildhed, billedhuggeren har stræbt at lægge deri, synes ikke at være faldet hans milde og stilfærdige kunstnerpersonlighed ret naturligt.

## Professorat og rektorat
I 1860 vendte Stein tilbage fra sin første store rejse, og året efter udnævntes han til medlem af Akademiet, til hvilket han i den påfølgende tid blev altid nærmere knyttet. Da hans far i 1867 afgik ved døden, overtog han hans stilling som docent i anatomi; i 1881 blev han, der syv år tidligere havde fået professortitlen, professor ved Akademiets modelskole; dets direktør var han fra 1893-96. I denne sammenhæng kan det nævnes, at Stein i 1875 blev medlem af det svenske Kunstakademi. 1883 blev han en af direktørerne for de massmannske søndagsskoler. Den første halvdel af 1864 tilbragte han atter i Rom, og senere rejste han flere gange, i 1887 således med Det anckerske Legat.

## Sene værker
Rækken af de kunstværker, Stein udførte efter at være vendt tilbage fra sin første rejse, er ikke ubetydelig, især når der tages hensyn til, at den omfatter flere store monumentale arbejder. Ældst blandt disse er den anselige statue af bygmester C.F. Harsdorff, udført efter bestilling af udstillingskomiteen 1867; senere fulgte Holberg-Statuen til Det Kongelige Teaters facade (1873), den kolossale Niels Juel ved Holmens Kanal (1878), monumentet for maleren Asmus Jacob Carstens, admiral Edouard Suensons monument i Nyboder (1888) og statuen af agronomen Edward Tesdorpf (1891). Højest blandt disse står vel det sidstnævnte værk, frisk og sikkert, som figuren er stillet, og tiltalende i linjerne, fra hvilken side den end ses. Smuk i kompositionen og udarbejdet med klog og fintmærkende benyttelse af de foreliggende originalportrætter er Carstens-figuren, og de på fodstykket anbragte relieffer er med megen dygtighed modellerede efter tegninger af den forherligede mester. Niels Juel er vel Steins største figur og vidner som helhed om, at kunstnerens evner ikke i det væsentlige gik i retning af det storslåede; Holberg-statuen fortæller for lidt om den store humorist og skæmmes af visse uheldige forhold i draperiet. Langt højere i retning af karakteristik nåede Stein i de bedste af sine portrætbuster, som August Bournonville, Worsaae, Rasmus Nyerup (Nationalmuseet), J.P. Mynster og Hans Lassen Martensen; meget smuk er også medaljonen af legatstifteren H.C. Stoltenberg (Kunstudstillingsbygningen) og frem for alt den ypperlige bronzestatuette af oldtidsforskeren Christian Jürgensen Thomsen (tilhører Kunstforeningen). Som hovedværker bør endnu nævnes de fem relieffer over homeriske emner, udførte for brygger J.C. Jacobsen, den Nationalmuseet tilhørende statue David med Sauls Vandkrukke og Spyd, der, efter på udstillingen 1869 at have indbragt kunstneren Det Eibeschützske Legat, blev erhvervet af Stiftsmuseet i Aalborg, dernæst den livfulde og nydelig komponerede gruppe Hyrden Faustulus med Romulus og Remus, der blev modelleret, da kunstneren havde fyldt sit 70. år. I det hele holdt Stein sig i sin fremrykkede alder overordentlig frisk så vel i legemlig som i åndelig henseende, ivrig og sikker i arbejdet næsten til det sidste. Han døde 16. november 1901, og med ham mistede den danske kunst en af de sidste repræsentanter for den afgjort antikiserende thorvaldsenske retning. Nogen stor ånd var han ikke, og selv de bedste af hans arbejder udmærke sig mere ved klarhed og smag samt ved sikkerhed i modelleringen end ved betagende varme eller inderlighed. Men hans gode egenskaber er dog i hans bedste frembringelser udprægede nok til at sikre ham en smuk plads i vor billedhuggerkunsts historie. Han syslede også med kunsthistoriske arbejder.
Stein blev Ridder af Dannebrog 1881 og Dannebrogsmand 1894.
Stein var to gange gift:
1. gang 6. juli 1858 med Emmy Laura Suzette født Schiøtt, adopteret Drewsen (1838 i New York – 1862), datter af mekaniker Fred. Schiøtt (adopteret af Emmy Drewsen);
2. gang 12. november 1863 med Sara Margrethe født Fallesen (født 1840), datter af professor Ludvig Sophus Fallesen.
Han er begravet på Holmens Kirkegård.

## Gengivelser af Th. Stein
Ungdomsportrætter på et gruppebillede af de tre brødre Stein, malet af F.F. Helsted, og på F.C. Lunds tegning 1850 af Akademiets Modelskole. Ungdomsportræt af F.C. Lund. Maleri af John Lübschitz. Blyantstegning af F.C. Lund 1856 (Frederiksborgmuseet) og Henrik Olrik 1859. Sepiategning af Christian Bayer 1878 (Frederiksborgmuseet). Portrætteret af Carl Bloch 1859 på parti af Colosseum. Marmorbuste (modelleret 1890, udført 1903) på Frederiksborg og i Glyptoteket og bronzebuste (sign. 1925) på sidstnævntes facade, begge af Rasmus Andersen. Maleri af Knud Larsen 1895 hos Udstillingskomiteen på Charlottenborg. Maleri af samme, forestillende Stein modellerende. Litografi af Rudolf Hartnack ca. 1875 efter fotografi. Træsnit samme år efter fotografi.

## Statuer
- Niels Juel på Holmens Kanal
- Ludvig Holberg foran Det Kongelige Teater
- Asmus Jacob Carstens ved Glyptoteket
- Ansgar ved Marmorkirken
- Liden Gunver i Kongens Have
- Neapolitansk vandbærer i parken ved Kastellet
- Liggende ægyptisk dreng med vandkrukke ved Rødding Skole